# Fara Williams
Fara Williams és una jugadora de futbol internacional amb Anglaterra des del 2001, que juga com a migcampista. Ha jugat 3 Mundials i 3 Eurocopes entre 2005 i 2015, participant en el subcampionat europeu de 2009 i el bronze mundial de 2015 (va marcar el gol decisiu a la pròrroga). També ha jugat els Jocs Olímpics de Londres amb Gran Bretanya.

## Trajectòria
| Anys          | Equip             | Títols                     |
| ------------- | ----------------- | -------------------------- |
|               | Chelsea FC        |                            |
| 01/02 - 03/04 | Charlton Athletic | 1 Copa de la Lliga         |
| 04/05 - 2012  | Everton FC        | 1 Copa, 1 Copa de la Lliga |
| 2013 - 2015   | Liverpool FC      | 2 Lligues                  |
| 2016 - act.   | Arsenal FC        | 1 Copa                     |